# Скеписи, Фред
Фредерик Алан Скеписи (англ. Frederic Alan Schepisi, 26 декабря 1939, Мельбурн) — австралийский кинорежиссёр, сценарист, продюсер.

## Биография
Родился в семье Фредерика Томаса Скеписи и Лоретты Эллен (ур. Хэйр). Рано начал заниматься рекламной деятельностью и уже в 1964 году образует собственную кинокомпанию «The Film House». Кроме рекламы, занимается клипмейкерством. В кинематографе дебютирует в 1973 году, сняв эпизод «Священник» в киноальманахе «Либидо». Первая же полнометражная картина «Прибежище дьявола» приносит номинацию Австралийского киноинститута. В дальнейшем неоднократно номинировался и награждался как на родине, так и за рубежом. В 2007 году возглавлял жюри XXIX Московского международного кинофестиваля. Часто выступает сценаристом и продюсером собственных картин.
Женат на Мэри Скеписи. У них двое детей — Александра и Николас.

## Фильмография
- 1973 — Либидо / Libido
- 1976 — Прибежище дьявола / The Devil’s Playground
- 1978 — Песнь Джимми Блэксмита / The Chant Of Jimmie Blacksmith
- 1982 — Барбароса / Barbarosa
- 1984 — Ледяной человек / Iceman
- 1985 — Беспокойное сердце / Plenty
- 1987 — Роксана / Roxanne
- 1988 — Крик в темноте / Cry In The Dark
- 1990 — Русский дом / The Russian House
- 1992 — Мистер бейсбол / Mr. Baseball
- 1993 — Шесть степеней отчуждения / Six Degrees Of Separation
- 1994 — Коэффициент интеллекта / I. Q.
- 1996 — Свирепые создания / Fierce Creatures
- 2001 — Последние желания / Last Orders
- 2003 — Семейные ценности / It Runs in the Family
- 2005 — Эмпайр Фоллз / Empire Falls
- 2011 — Глаз шторма / The Eye Of The Storm
- 2014 — Любовь в словах и картинках / Words and Pictures

## Награды и номинации
- 1988 — номинация на Премию «Золотой глобус» за фильм «Крик в темноте»
- 1991 — Премия им. Реймонда Лонгфорда[англ.]
- Орден Австралии